# Coursetia pumila
Coursetia pumila là một loài thực vật có hoa trong họ Đậu. Loài này được (Rose) Lavin miêu tả khoa học đầu tiên.